# Дунілово
Дуні́лово (рос. Дунилово) — присілок у складі Нікольського району Вологодської області, Росія. Входить до складу Завразького сільського поселення.

## Населення
Населення — 49 осіб (2010; 68 у 2002).
Національний склад (станом на 2002 рік):
- росіяни — 100 %